# Pselaphostena arnoldi arnoldi
Pselaphostena arnoldi arnoldi es una subespecie de coleóptero de la familia Mordellidae.

## Distribución geográfica
Habita en África.